# Whicher-Nationalpark
Der 63,43 km² große Whicher-Nationalpark (englisch: Whicher National Park) befindet sich 25 Kilometer südlich von Busselton in der Whicher Range.
Erreicht werden kann der Nationalpark über die Staatsstraße 104 von Busselton aus.
Die Whicher Range ist für ihren Waldbestand mit Jarrah- und Marribäumen wie auch für ihren Wildblumenreichtum mit vielen Frühjahrsblühern bekannt geworden. In dem durch Hügel geprägten Gebiet der Whicher Range leben auch mehrere geschützte Säugetiere und endemische Frösche, darunter Crinia subinsignifera und Heleioporus barycragus.
Der Nationalpark wurde im Jahr 2004 gegründet. Im Forest Management Plan 2014–2023 ist eine Erweiterung des Parks um 40 km² geplant.